# عیسی خان نیازی
عیسی خان نیازی نجیب‌زاده پشتون بود که در دربار شیرشاه سوری و پسرش اسلام‌شاه سوری از خاندان سور می‌زیست و با امپراتوری مغول جنگید.

## زندگی‌نامه
عیسی خان نیازی در سال ۱۴۵۳ به دنیا آمد و آخرین برادرش در سال ۱۴۷۸ متولد شد. وی در سال ۱۵۴۸ در ده سالگی در دهلی درگذشت. سال‌های ۱۴۵۱–۱۵۲۵ دوره طلایی این خان‌ها بود؛ این دوره زمانی بود که لودی‌ها کاملاً بر شبه قاره (هندوستان) تسلط داشتند. عیسی خان نیازی عضوی برجسته در میان خاندان حاکم بود. بیشتر اعضای خاندان لودی و سوری وابسته به سلطنت دهلی بودند. در مشاجره‌ای که بین عیسی خان نیازی و شیر شاه سوری درگرفت، کار به شورش ختم شد.

## آرامگاه عیسی خان

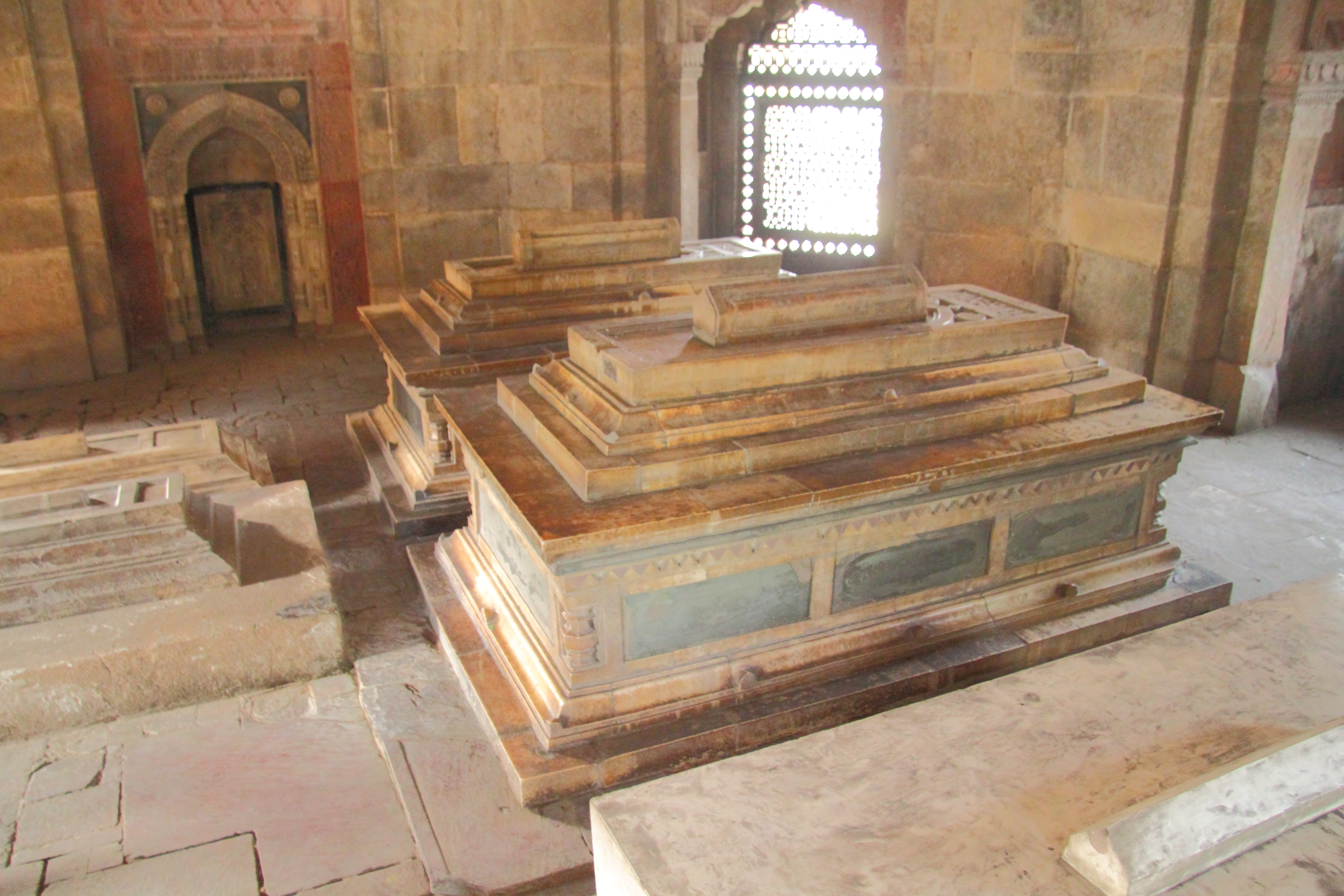
آرامگاه عیسی خان نیازی

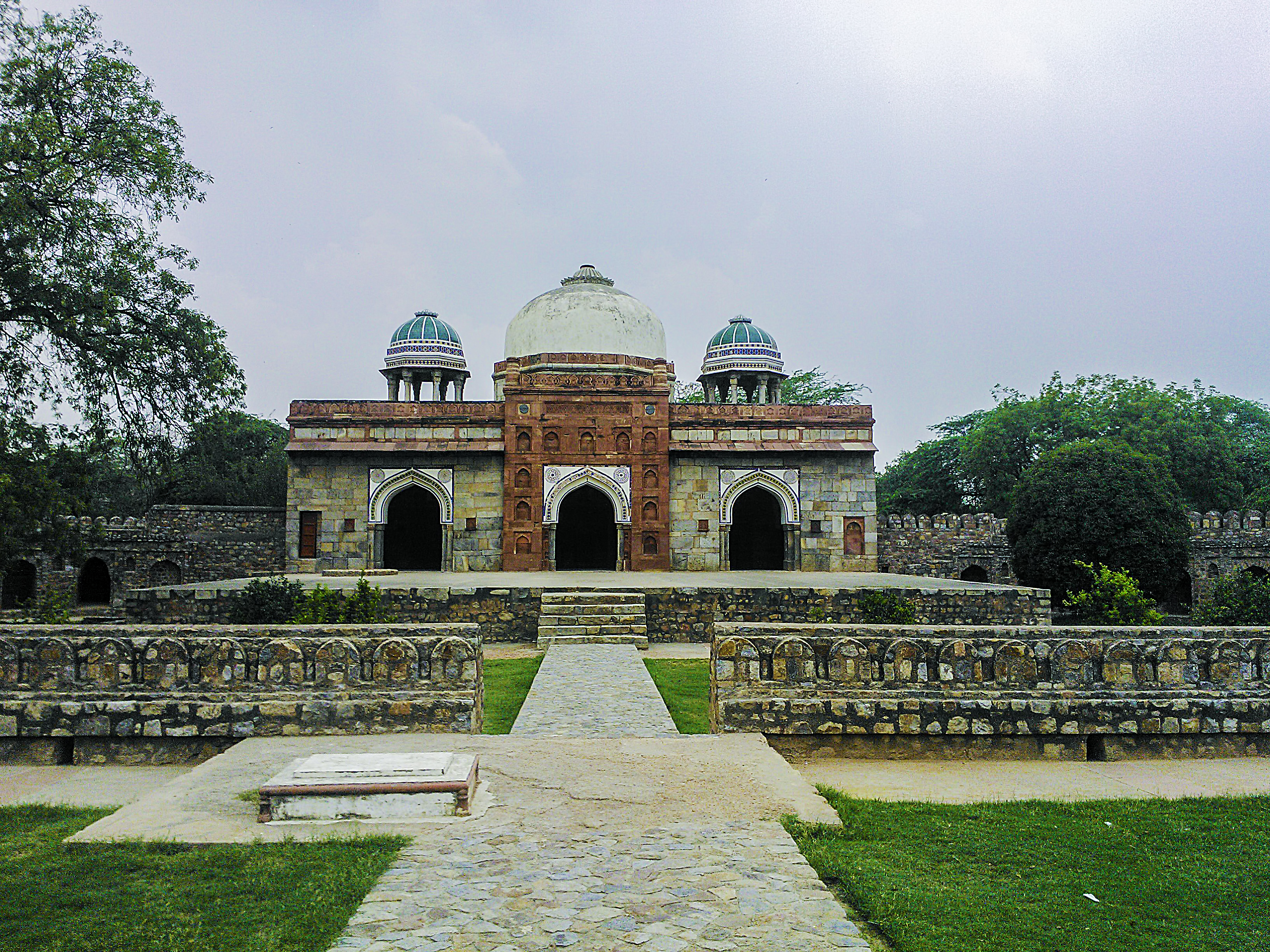
مسجد عیسی خان، روبروی مقبره وی در مجموعه آرامگاه همایون.

مقبره عیسی خان در زمان حیات وی (حدود ۱۵۴۷–۴۸ میلادی) ساخته شد. این مقبره در نزدیکی محلی که امپراتور مغول، همایون را بعدها دفن کردند و جنب آرامگاه همایون در دهلی (بین ۱۵۶۲–۱۵۷۱ میلادی) است. این مقبره هشت ضلعی دارای تزئینات مجزا به صورت سایبان، کاشی‌های لعاب دار و صفحات مشبک و ایوان عمیقی است که اطراف آن را پوشانده و ستون‌های آن را پشتیبانی می‌کند. در جنوب باغ بو حلیمه در ورودی مجموعه قرار دارد. کتیبه ای بر روی تخته سنگ قرمز ماسه سنگ نشان می‌دهد که این مقبره مربوط به مثناد علی عیسی خان، پسر عمر خان، رئیس اتاق اصلی است و در زمان اسلام شاه سوری، پسر شیر شاه، در سالهای ۴۸–۱۵۴۷ میلادی ساخته شده‌است در ۵ اوت ۲۰۱۱، کار مرمت این مقبره منجر به کشف قدیمی‌ترین باغ مغروق هند شد. مقبره باغ عیسی خان اولین نمونه از باغ غرق شده هندوستان است که به مقبره متصل است. این مفهوم بعداً در مقبره اکبر و در تاج محل توسعه یافت.

## اجداد
عیسی خان به یک قبیله پشتون به نام نیازی تعلق داشت. فرزندان وی هنوز در قیله نیازی، استان پکتیا، افغانستان و در میانوالای پاکستان زندگی می‌کنند. این شهرداری در سال ۱۸۷۵ ایجاد شد. عمران خان نیازی، نخست‌وزیر پاکستان، از همان قبیله نیازی است و از تبار حیبت خان نیازی، برادر عیسی خان نیازی، است.